# Saisonarbeit

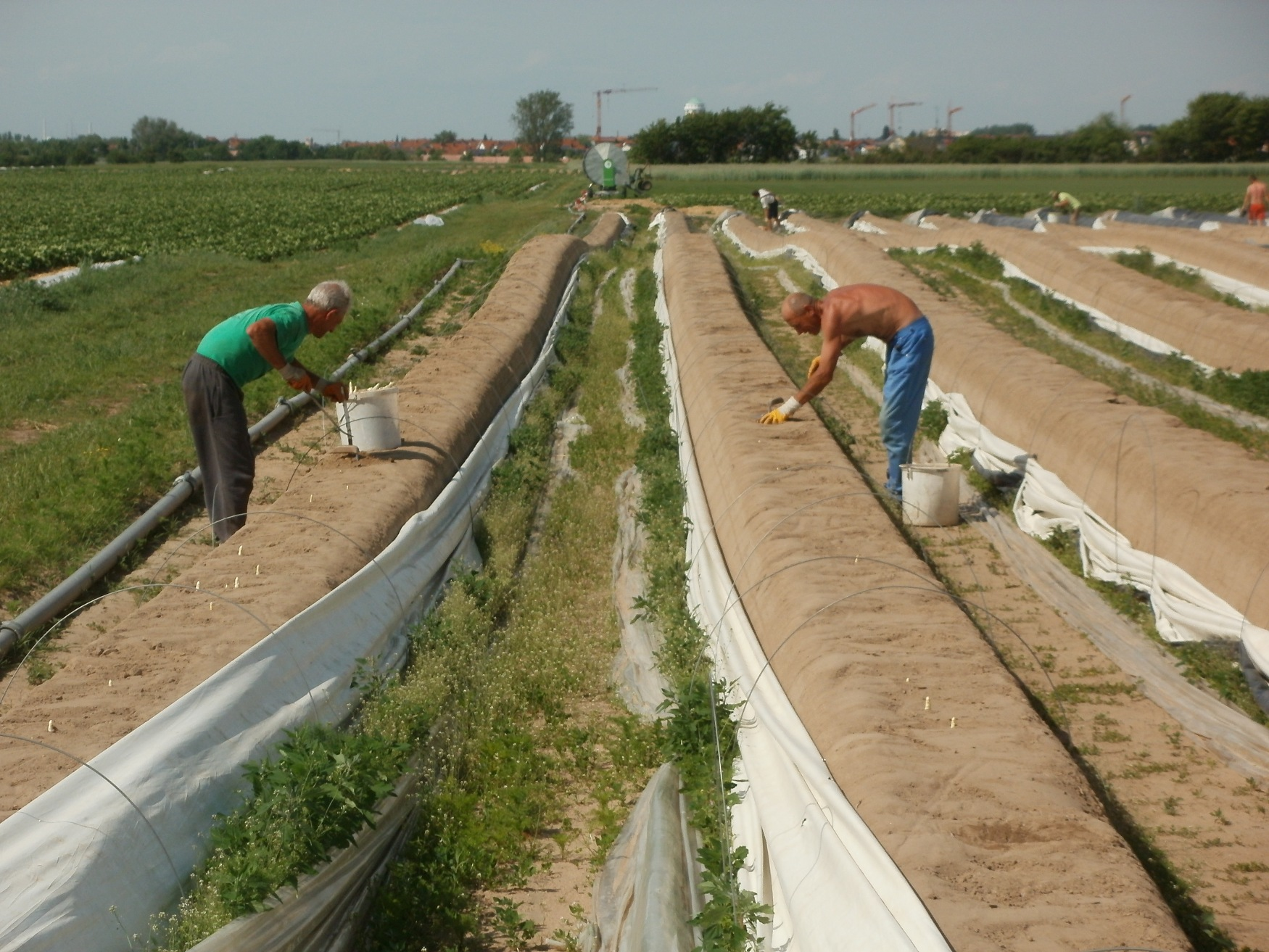
Spargelernte bei Hockenheim (Gemarkung Reilingen; Mai 2005)

Als Saisonarbeit wird in der Wirtschaft jede Arbeit bezeichnet, die zu einer bestimmten Zeit innerhalb eines Jahres anfällt und typisch ist für Saisonbetriebe.

## Allgemeines
Saisonarbeit kann einerseits witterungsbedingte Ursachen haben wie die Spargelernte in der Landwirtschaft oder die Hochsaison im Tourismus. Andererseits kann auch das Kaufverhalten der Verbraucher zur Saisonarbeit beitragen wie beispielsweise bei Feuerwerkskörpern oder Weihnachtsgebäck. Dadurch ist die Saisonarbeit durch Vollbeschäftigung oder sogar Überbeschäftigung während der Saison und Unterbeschäftigung außerhalb der Saison gekennzeichnet, was zu einem wechselnden Arbeitskräftebedarf führt.  
Als Saisonarbeiter (auch Saisonier, Saisonniers oder befristete Beschäftigte) bezeichnet man Arbeitspersonen, die nur für einen vorübergehenden Zeitraum, die Saison, eine Erwerbstätigkeit ausüben.
Volkswirtschaftlich betrachtet erfolgt saisonale Beschäftigung in großem Ausmaß von aus- und inländischen Saisoniers, Wanderarbeitern und Arbeitsmigranten. Sie findet häufig unter schlechten Arbeitsbedingungen hinsichtlich Entlohnung (Tagelöhner, Mindestlohn), Arbeitsschutz oder Unterkunft, mit befristeten Aufenthaltsgenehmigungen oder auch illegal als Schwarzarbeit statt.
In den Ländern der Europäischen Union sind Saisoniers und Erntehelfer zum größten Teil Migranten aus Osteuropa und Afrika, teilweise auch aus Asien oder Südamerika.

## Europäische Union
Europarechtlich ist die Saisonarbeit in der Saisonarbeitsrichtlinie (2014/36/EU) geregelt.

## Deutschland

### Geschichte
Schon zur Zeit des deutschen Kaiserreichs gab es Formen von Saisonarbeit. So wanderten aus dem Sauerland jedes Jahr zahlreiche Bauhandwerker für einige Monate ins Ruhrgebiet, um dort zu arbeiten, und kehrten ebenso regelmäßig in den Wintermonaten wieder zurück. Mit der Einführung günstiger Arbeitertarife durch die Eisenbahn nahm auch die Pendelwanderung erheblich zu. Beide Formen einer temporären Migration machten eine dauerhafte Abwanderung unnötig und ermöglichten es insbesondere den Besitzern kleiner unrentabler Höfe, ihren Besitz zu halten.

### Gegenwart
Saisonarbeiter aus osteuropäischen Ländern arbeiten in Deutschland nach den Vorgaben von Vermittlungsabsprachen. In diesen wird der temporäre Arbeitsmarktzugang zur Ausübung einer Saisonbeschäftigung gewährt Seit Mitte der 1990er Jahre stellten polnische Staatsangehörige weit über 80 Prozent aller Saisonarbeitnehmer in Deutschland (insgesamt 228.807 Personen; 2006: 236.267; Vermittlungen polnischer Saisonarbeitskräfte und Schaustellergehilfen von insgesamt 299.657 im Jahr 2007). Etwa 90 Prozent der Saisonarbeitnehmer arbeiteten 2006 im Bereich der Land- und Forstwirtschaft, etwa sieben Prozent im Hotel- und Gaststättengewerbe und ungefähr drei Prozent als Schaustellergehilfen. Im Zuge der EU-Osterweiterung und des Beitritts von Rumänien und Bulgarien in die Europäische Union kommen zunehmend mehr Saisonarbeiter aus Rumänien nach Deutschland (siehe Arbeitnehmerfreizügigkeit). Durch die sich in Polen stetig verbessernden Lebens- und Arbeitsverhältnisse ziehen es viele Polen vor, in ihrem Heimatland zu bleiben.

### Rechtsfragen
Das Kündigungsschutzgesetz (KSchG) berücksichtigt auch die Saisonarbeit und bestimmt in § 22 Abs. 1 KschG, dass auf Saisonbetriebe und Kampagne-Betriebe einige Vorschriften bei Entlassungen von Saisonarbeitern, die durch diese Eigenart der Betriebe bedingt sind, keine Anwendung finden. Das bedeutet, dass bei Entlassung von Saisonarbeitern der Arbeitgeber gegenüber der Agentur für Arbeit keine Massenentlassungsanzeige gemäß § 17 KschG erstatten muss und auch keine Kurzarbeit zu beantragen hat (§ 19 Abs. 1 KschG). Keine Saisonbetriebe sind Bauunternehmen, deren ganzjährige Beschäftigung durch das SGB III (§ 102 SGB III) gefördert wird (Wintergeld; § 22 Abs. 2 KschG). Ist die Saison oder Kampagne beendet, können die Saisonarbeiter demnach entlassen werden.

### Arbeitsbedingungen
12 oder 13 Stunden Feldarbeit pro Tag seien laut Deutschen Gewerkschaftsbund (DGB) keine Seltenheit, auch nicht am Wochenende. Da die wenigsten Saisonarbeiter gewerkschaftlich organisiert sind, herrsche oftmals Bezahlung nach abgeernteten Ertrag, statt nach Stunden. Daraus resultiere nicht selten eine Bezahlung deutlich unterhalb des Mindestlohns. Daher stünden laut DGB die geleisteten Arbeitsstunden nicht auf der Lohnabrechnung. Oftmals werden den Saisonarbeitern bei der Anwerbung in ihren Heimatländern niedrige Unterkunftskosten versprochen. Bei der Abrechnung seien die abgezogenen Unterkunfts- und Verpflegungskosten dann aber höher als versprochen. Laut dem DGB werden die Arbeitnehmer teilweise mit einer fristlosen Kündigung erpresst, wenn diese bei einer Arbeitsschutzkontrolle der deutschen Behörden über die wahren Zustände berichten. So sind Saisonarbeiter häufig in beengten Räumlichkeiten untergebracht, die nicht den Mindeststandards entsprechen.

## International

### Österreich
Der Bundesminister für Wirtschaft und Arbeit legt die wirtschaftlichen Branchen und die Kontingente fest, in denen ausländische Saisonarbeitskräfte beschäftigt werden dürfen. Für Erntehelfer in der Landwirtschaft besteht ein gesondertes Kontingent. Seit dem Jahr 1999 hat die österreichische Regierung die Zahl der Saisonarbeiterinnen von 12.000 auf 30.000 erhöht. Die Zulassung als befristeter Beschäftigter erfolgt über die Erteilung einer Beschäftigungsbewilligung vom Arbeitsmarktservice und der Erteilung einer Aufenthaltserlaubnis durch die Aufenthaltsbehörde. Befristet Beschäftigten wird nur ein vorübergehender Aufenthalt gestattet, der mit der Auflösung des befristeten Arbeitsverhältnisses endet. Auch wenn befristete Arbeitsverhältnisse über mehrere Jahre – mit den erforderlichen Unterbrechungen – ausgeübt werden, erwerben befristet Beschäftigte kein Bleiberecht. Das System der Aufenthaltsverfestigung ist auf sie nicht anzuwenden, die Mitnahme oder der Nachzug von Familienangehörigen ist nicht gestattet. Der Zugang zu sozialen Rechten ist eingeschränkt, so besteht z. B. kein Anspruch auf Arbeitslosengeld oder Notstandshilfe. Viele Saisonarbeitskräfte warten in der Illegalität auf ihren nächsten Saisonniervertrag.

### Schweiz
Das Saisonnierstatut von 1934 wurde 1991 für Personen von außerhalb der Europäischen Gemeinschaft (EG) aufgehoben. Nach dem Inkrafttreten des Personenfreizügigkeitsabkommens zwischen der Schweiz und der Europäischen Union am 1. Juni 2002 verlor das Saisonnierstatut auch für EU-Bürger seine Gültigkeit.
Nach der Revision des ANAG (Ausländergesetz von 1931) und dem Inkrafttreten des Bundesgesetz über die Ausländerinnen und Ausländer 2005 ist der Aufenthalt von Ausländern in der Schweiz neu geregelt worden. Die Einführung eines neuen Saisonnierstatuts wurde vom Parlament 2004 abgelehnt.